# Stephanopachys brunneus
Stephanopachys brunneus là một loài bọ cánh cứng trong họ Bostrichidae. Loài này được Wollaston miêu tả khoa học năm 1862.